# راونتریز
راونتریز (انگلیسی: Rowntree's) شرکت انگلیسی ساخت محصولات شیرینی و تنقلات شکلاتی است که در یورک انگلستان پایه‌گذاری گردید.